# Indywidualne Mistrzostwa Świata na Żużlu 1950
Indywidualne Mistrzostwa Świata na Żużlu 1950 – cykl turniejów żużlowych mających wyłonić najlepszych żużlowców na świecie. Tytuł wywalczył Walijczyk Freddie Williams.
Po raz pierwszy w eliminacjach uczestniczyli reprezentanci z Nowej Zelandii, Walii i Irlandii.

## Runda mistrzowska
Rozgrywano 9 eliminacji na torach brytyjskich.
| Msc. | Zawodnik          | Kraj              | Pkt |  |  |
| ---- | ----------------- | ----------------- | --- |  |  |
| 1    | Jack Young        | Australia         | 39  |  |  |
| 2    | Graham Warren     | Australia         | 37  |  |  |
| 3    | Cyril Brine       | Wielka Brytania   | 36  |  |  |
| 4    | Jack Parker       | Wielka Brytania   | 35  |  |  |
| 5    | Aub Lawson        | Australia         | 34  |  |  |
| 6    | Ronnie Moore      | Nowa Zelandia     | 34  |  |  |
| 7    | Freddie Williams  | Walia             | 33  |  |  |
| 8    | Split Waterman    | Wielka Brytania   | 32  |  |  |
| 9    | Vic Duggan        | Australia         | 32  |  |  |
| 10   | Dent Oliver       | Wielka Brytania   | 30  |  |  |
| 11   | Danny Dunton      | Wielka Brytania   | 30  |  |  |
| 12   | Wally Green       | Wielka Brytania   | 29  |  |  |
| 13   | Tommy Price       | Wielka Brytania   | 29  |  |  |
| 14   | Ron Clarke        | Wielka Brytania   | 29  |  |  |
| 15   | Arthur Payne      | Australia         | 27  |  |  |
| 16   | Jack Biggs        | Australia         | 26  |  |  |
| 17   | Arthur Forrest    | Wielka Brytania   | 26  |  |  |
| 18   | Cyril Roger       | Wielka Brytania   | 25  |  |  |
| 19   | Mike Erskine      | Wielka Brytania   | 23  |  |  |
| 20   | Norman Parker     | Wielka Brytania   | 23  |  |  |
| 21   | Alec Statham      | Wielka Brytania   | 23  |  |  |
| 22   | Oliver Hart       | Wielka Brytania   | 23  |  |  |
| 23   | Eddie Rigg        | Wielka Brytania   | 22  |  |  |
| 24   | Louis Lawson      | Wielka Brytania   | 21  |  |  |
| 25   | Derek Close       | Wielka Brytania   | 21  |  |  |
| 26   | George Wilks      | Wielka Brytania   | 21  |  |  |
| 27   | Malcolm Craven    | Wielka Brytania   | 20  |  |  |
| 28   | Alan Hunt         | Wielka Brytania   | 20  |  |  |
| 29   | Jeff Lloyd        | Wielka Brytania   | 20  |  |  |
| 30   | Ken Sharples      | Wielka Brytania   | 20  |  |  |
| 31   | Tommy Miller      | Wielka Brytania   | 19  |  |  |
| 32   | Bert Roger        | Wielka Brytania   | 17  |  |  |
| 33   | Geoff Bennett     | Wielka Brytania   | 16  |  |  |
| 34   | Merv Harding      | Australia         | 16  |  |  |
| 35   | Bill Longley      | Australia         | 16  |  |  |
| 36   | Dick Campbell     | Nowa Zelandia     | 15  |  |  |
| 37   | Eric Chitty       | Kanada            | 15  |  |  |
| 38   | Charles Cullum    | Stany Zjednoczone | 15  |  |  |
| 39   | Ron Mason         | Wielka Brytania   | 14  |  |  |
| 40   | Eric French       | Irlandia          | 13  |  |  |
| 41   | Dick Seers        | Wielka Brytania   | 13  |  |  |
| 42   | Bill Kitchen      | Wielka Brytania   | 12  |  |  |
| 43   | Jack Mountford    | Wielka Brytania   | 11  |  |  |
| 44   | Lindsay Mitchell  | Wielka Brytania   | 10  |  |  |
| 45   | Junior Bainbridge | Australia         | 8   |  |  |
| 46   | Les Hewitt        | Nowa Zelandia     | 6   |  |  |
| 47   | Billy Hole        | Wielka Brytania   | 5   |  |  |
| 48   | Johnnie Hole      | Wielka Brytania   | 4   |  |  |
| 49   | Dick Bradley      | Wielka Brytania   | 2   |  |  |

Awans: 16+2 do Finału Światowego

## Finał Światowy
- 22 września 1950 r. (piątek),  Londyn – Stadion Wembley

| Msc. | Zawodnik          | Kraj            | Pkt |               |  |
| ---- | ----------------- | --------------- | --- | ------------- |  |
| 1    | Freddie Williams  | Walia           | 14  | (3,3,3,2,3)   |  |
| 2    | Wally Green       | Wielka Brytania | 13  | (2,3,3,2,3)   |  |
| 3    | Graham Warren     | Australia       | 12  | (3,3,u,3,3)   |  |
| 4    | Aub Lawson        | Australia       | 10  | (2,2,3,1,2)   |  |
| 5    | Tommy Price       | Wielka Brytania | 8   | (3,u,3,1,1)   |  |
| 6    | Jack Parker       | Wielka Brytania | 8   | (2,1,2,3,0)   |  |
| 7    | Split Waterman    | Wielka Brytania | 8   | (1,2,3,1,1)   |  |
| 8    | Jack Young        | Australia       | 7   | (0,1,2,1,3)   |  |
| 9    | Cyril Brine       | Wielka Brytania | 7   | (2,2,2,0,1)   |  |
| 10   | Ronnie Moore      | Nowa Zelandia   | 7   | (w/-,0,2,3,2) |  |
| 11   | Dent Oliver       | Wielka Brytania | 6   | (w/-,3,1,2,0) |  |
| 12   | Danny Dunton      | Wielka Brytania | 5   | (1,0,1,1,2)   |  |
| 13   | Vic Duggan        | Australia       | 4   | (1,1,1,0,1)   |  |
| 14   | Ron Clarke        | Wielka Brytania | 3   | (1,2,0,0,0)   |  |
| 15   | Jack Biggs        | Australia       | 3   | (0,1,0,0,2)   |  |
| 16   | Arthur Payne      | Wielka Brytania | 0   | (0,0,-,0,0)   |  |
|      | rez. Cyril Roger  | Wielka Brytania | 5   | (3,2)         |  |
|      | rez. Mike Erskine | Wielka Brytania | 0   | (0)           |  |
|      | Arthur Forrest    | Wielka Brytania |     |               |  |

Uwaga! Mike Erskine zastąpił w rezerwie Arthura Forresta.